# Diplomatic Security Service
Pour les articles homonymes, voir DSS.
Le Diplomatic Security Service (DSS, en français, Service de sécurité diplomatique) est le service de sécurité du département d'État des États-Unis, dépendant du Bureau of Diplomatic Security.
Il est dirigé par le secrétaire d'État assistant pour la Sécurité diplomatique, actuellement Gentry O. Smith.

## Histoire

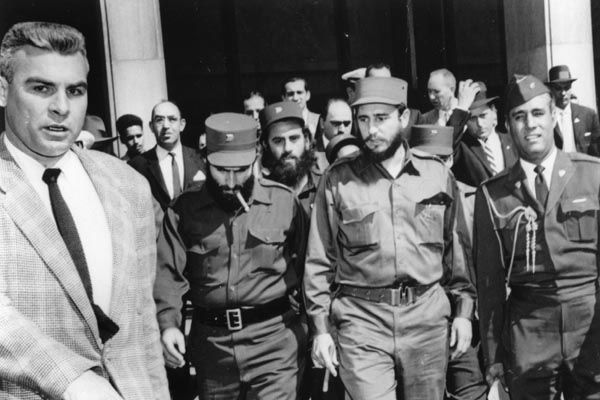
Visite de Fidel Castro à Washington en 1959 ; au premier plan à gauche, un agent du DSS connu sous le nom d'Office of Security.

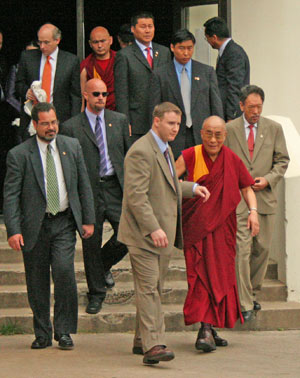
Des agents du DSS escortant le Dalaï-lama Tenzin Gyatso à l'université Rice en 2007.

Badge d'agent spécial du DSS.

Le Diplomatic Security Service a été fondé sous le nom d'Agence du renseignement secret (Bureau of Secret Intelligence) en 1916 par le secrétaire d'État des États-Unis Robert Lansing qui, après avoir utilisé des agents du United States Secret Service et du Military Intelligence Division, a souhaité disposer d'un service en propre alors que les États-Unis s'engagent dans la Première Guerre mondiale. Il comporte un petit nombre d'agents qui effectuent du contre-espionnage sur les fonds privés du Ministère.
En 1945, il prend le nom d'Office of Security (SY) puis, à la suite de la réorganisation consécutive à l'attaque contre l'ambassade américaine à Beyrouth en 1983, il prend son nom actuel en 1985.

## Mission

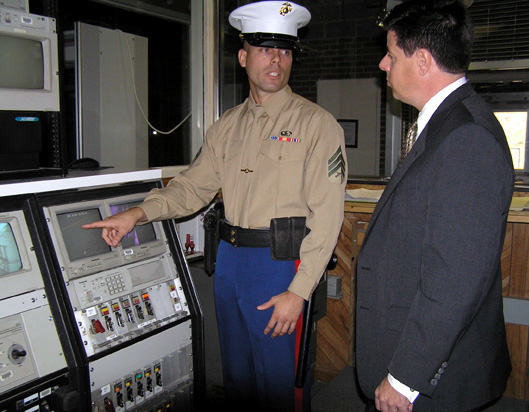
Un garde de sécurité du Marine Corps Embassy Security Group montrant le système de sécurité d'une ambassade à un officier de sécurité régional en 2005.

Le Diplomatic Security Service est chargé de la protection, en 2016, de 31 sites du département d'État sur le sol américain et 275 missions diplomatiques et consulaires dans 160 pays. 
Il s'occupe également, souvent en collaboration avec le United States Secret Service de la protection des diplomates américains à l'étranger et de celle des dignitaires étrangers en visite aux États-Unis ainsi que de la protection de certains chefs d'État alliés en situation difficile (les présidents du Libéria et d'Afghanistan…). Il participe à l'évacuation de citoyens américains en difficulté. Les valises diplomatiques américaines sont sous sa responsabilité. Ses agents peuvent participer à des arrestations à l'étranger telles celle de Ramzi Yousef et des extraditions d'individus résidents aux États-Unis et recherchés à l'étranger. Ce service entraîne également certaines unités de police étrangères.

## Personnel et budget
Son budget est en augmentation dans les années 2000 passant de 24 millions de dollars américains en 2006 à 70 millions en 2010.
En 2011, son personnel, qui a considérablement augmenté du fait de la guerre contre le terrorisme et des interventions en Afghanistan et en Irak, est le suivant, l'ambassade des États-Unis en Irak avec plus de 5 000 agents de sécurité privé et 200 agents spéciaux étant en 2012 de loin le plus gros poste à l'étranger :
| Position                                               | Effectifs       | Commentaires |
| Salariés du DoS                                        | Salariés du DoS | Salariés du DoS |
| ------------------------------------------------------ | --------------- | --- |
| Agents spéciaux                                        | 1 796           | |
| Investigateurs-ARSO                                    | 75              | Agents spéciaux chargés des fraudes sur les passeports et les visas                                                                                                 |
| Investigateurs criminels                               | 73              | |
| Officiers de l'ingénierie de sécurité                  | 207             | Chargés de la sécurité technique et informatique |
| Spécialistes techniciens de sécurité                   | 133             | Idem |
| Courriers                                              | 101             | Chargés des valises diplomatiques |
| Spécialistes de la sécurité de protection              | 38              | Supervise la sécurité en Irak, Afghanistan et Pakistan |
| Sous-total                                             | 3 022           | |
| Militaires du département de la Défense détaché au DoS |                 | |
| Gardes de sécurité de l'USMC                           | 1 170           | Rattaché au Marine Corps Embassy Security Group, anciennement Marine Security Guard Battalion                                                                       |
| Seabee                                                 | 116             | Maintenance et construction |
| Sous-total                                             | 1 286           | |
| Contractuels privés                                    |                 | |
| Agents de sécurité privés                              | 1 377           | Entreprises de sécurité privées offrant des services de protection pour les dignitaires en environnements critiques en Irak, en Afghanistan, au Pakistan et Israël. |
| Gardes de sécurité diplomatique                        | 35 150          | Gardes non-américains assurant la sécurité du périmètre des enclaves diplomatiques et des zones résidentielles à l'étranger.                                        |
| Support contractors                                    | 1 680           | Personnels de soutien administratif |
| Agents de protection en uniforme                       | 848             | Agents de sécurité privés des établissements du département d'État aux États-Unis                                                                                   |
| Sous-total                                             | 39 055          | |
| Total                                                  | 43 363          | |

Ces chiffres n'incluent pas le personnel administratif employé localement. On note qu'il y avait 488 enquêteurs étrangers qui aident à des enquêtes criminelles.
Les principaux fournisseurs de services de sécurité pour le département d'État en 2010 sont DynCorp International (708 millions de dollars de contrats en 2010), Lockheed Martin (290 millions de $ de contrats en 2010), Triple Canopy (265 millions de $), United States Training Center -filiale de Academi- (126 millions de $), Afognac Native Corporation (111 millions de $).
Un contrat d'une valeur totale de 10 milliards de dollars pour la sécurité des représentations diplomatiques américaine à l'échelle mondiale nommé Wolrdwide Protective Services (WPS) est attribué le 29 septembre 2010 à huit firmes : Aegis Defence Services, DynCorp International, EOD Technology, Global Strategies Group, SOC, Torres International Services, Triple Canopy et International Development Solutions.
Le Wolrdwide Protective Services-2  (WPS-2) d'une durée de 5 ans et d'une valeur globale de plus de 26 milliards de dollars est attribué en février 2016 aux sept sociétés suivantes :
- Aegis Defense Services LLC : 2 804 634 000 dollars américains
- Chenega Patriot Group LLC : 3 536 704 749 dollars (il s'agit d'une co-entreprise entre le Patriot Group et Chenega Security and Support Solutions)
- GardaWorld Government Services Inc. : 3 799 378 110 dollars
- Sallyport Global Holdings Inc. : 4 922 357 517 dollars (filiale depuis 2003 du groupe Michael Baker)
- SOC LLC : 4 586 828 659 dollars (appartient au groupe Day & Zimmermann (en) depuis janvier 2016)
- Sterling Operations Inc. : 2 911 391 742 dollars
- Triple Canopy Inc. : 3 666 294 805 dollars

## Galerie photographique

Grand sceau de la Diplomatic Security.
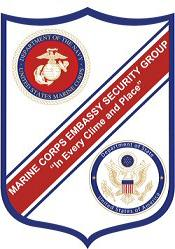
Blason du Marine Corps Embassy Security Group.
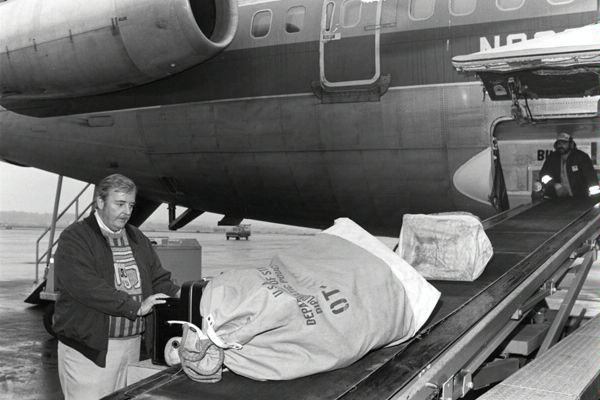
Un employé du DSS s'occupant du courrier diplomatique américain en janvier 1985 à l'aéroport Dulles de Washington.
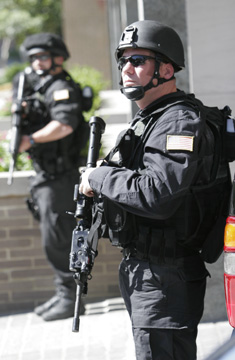
Agents du Mobile Security Deployment (en), l'unité SWAT du DSS comprenant une soixantaine de personnes[6].
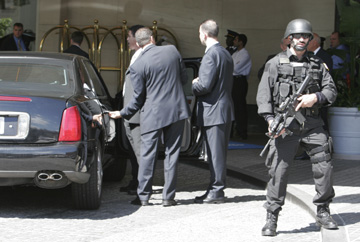
Agents du DSS en civil et en uniforme en 2005.
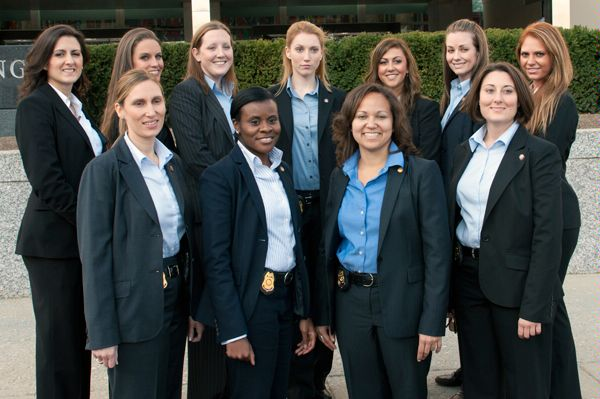
11 des 12 femmes chargées de la protection d'Hillary Clinton en 2010.

## Culture populaire
- Des agents du Diplomatic Security Service apparaissent dans les films Fast and Furious 5, Fast and Furious 6 et Fast and Furious 7, film dans lequel on aperçoit le QG régional du DSS à Los Angeles. L’un des acteurs principaux de ces films, Dwayne Johnson, incarne l'agent Luke Hobbs du Diplomatic Security Service.